# Richard Pramotton
Richard Pramotton (* 9. Mai 1964 in Courmayeur) ist ein ehemaliger italienischer Skirennläufer mit französischer Muttersprache.

## Biografie
Seine stärkste Disziplin war der Riesenslalom, in dem er drei Weltcupsiege erringen konnte und weitere viermal auf das Podest kam. Vereinzelte Podestplätze erzielte er auch im Super-G und im Slalom. In seiner besten Saison 1986/87 wurde er Dritter im Riesenslalomweltcup und Fünfter im Gesamtweltcup. Von 1983 bis 1987 gewann er insgesamt vier italienische Meistertitel.
Bei den Weltmeisterschaften 1985 in Bormio kam er im Riesenslalom auf Rang 13, bei jener 1987 in Crans-Montana belegte er im Super-G den elften Rang. Zwei Tage später beim Riesenslalom schied er schon im ersten Durchgang aus, auch beim Slalom erreichte er, nach Rang 22 im ersten Lauf, nicht das Ziel. Bei den Olympischen Winterspielen 1988 in Calgary erlitt er bei einem Sturz im Abfahrtstraining einen Meniskus-Schaden und fiel für die Bewerbe aus.
Pramotton ist in leitender Stellung in der Wintersportfördergruppe des italienischen Militärs tätig.

## Erfolge

### Weltcupsiege
| Datum             | Ort        | Staat   | Disziplin    |
| ----------------- | ---------- | ------- | ------------ |
| 28. Januar 1986   | Adelboden  | Schweiz | Riesenslalom |
| 30. November 1986 | Sestriere  | Italien | Riesenslalom |
| 14. Dezember 1986 | Alta Badia | Italien | Riesenslalom |

### Italienische Meisterschaften
Insgesamt vier italienische Meistertitel:
- Slalom: 1986
- Riesenslalom: 1986
- Kombination: 1983, 1987